# Dire Straits (album)
Dire Straits je prvi album istoimenog britanskog rock sastava Dire Straits, izdan 1978. godine.

## Povijest
Uvodna pjesma, "Down to the Waterline", ukazuje na samopouzdan i glazbeno samouvjeren početak albuma sa svojim upadljivim uvodom. Album je po izdavanju čuven po singlu "Sultans of Swing", koji se prvo probio među prvih pet pjesama američke glazbene liste na početku 1979. godine (postao je hit poslije punih pet mjeseci nakon što je album tamo izdan). Nakon toga uspeo se na osmo mjesto glazbene liste Ujedinjenog Kraljevstva. Pjesma "Water of Love" je također izdana kao singl u nekim zemljama, ali se našla samo na glazbenoj ljestvici u Australiji gdje je dostigla 54. mjesto. U Europi album se prodao u četiri milijuna primjeraka, dok je u SAD-u ta brojka iznosila dva milijuna. 
Album je digitalno obrađen i izdan 1996. godine s ostatkom kataloga Dire Straitsa u većini zemalja izvan SAD-a. Tamo je pušten u prodaju tek 19. rujna 2000. godine. Slika s omota albuma je preuzeta sa slike Chucka Loyole, dok je poznatu Dire Straits Fender ikonu dizajnirao Geoff Halpern.

## Popis pjesama
Tekstovi i glazba: Mark Knopfler. 
| 1. | »Down to the Waterline« | 3:55 |
| 2. | »Water of Love«         | 5:23 |
| 3. | »Setting Me Up«         | 3:18 |
| 4. | »Six Blade Knife«       | 4:10 |
| 5. | »Southbound Again«      | 2:58 |

| B strana | B strana           | B strana | B strana | B strana | B strana | B strana | B strana | B strana | B strana |
| Br.      | Skladba            | Trajanje |          |          |          |          |          |          |          |
| -------- | ------------------ | -------- | -------- | -------- | -------- | -------- | -------- | -------- | -------- |
| 6.       | »Sultans of Swing« | 5:47     |          |          |          |          |          |          |          |
| 7.       | »In the Gallery«   | 6:16     |          |          |          |          |          |          |          |
| 8.       | »Wild West End«    | 4:42     |          |          |          |          |          |          |          |
| 9.       | »Lions«            | 5:05     |          |          |          |          |          |          |          |
| 41:34    |                    |          |          |          |          |          |          |          |          |

Originalna verzija albuma je sadržavala nešto kraću verziju pjesme "Sultans of Swing", gdje su izostavljene posljednje sekunde dionice solo gitare na kraju pjesme. Verzija pune duljine uključena je na digitalno obrađenom izdanju albuma. 
Verzija albuma izdana na audio kazeti sadržavala je pjesme u obrnutm redoslijedu nego na gramofonskoj ploči: 'A' strana se sastojala od šeste do devete pjesme, dok je 'B' strana uključivala prvu do petu pjesmu.

## Osoblje
- Mark Knopfler – glavni vokali, solo gitara, ritam gitara
- John Illsley – bas-gitara, prateći vokali
- David Knopfler – ritam gitara, prateći vokali
- Pick Withers – bubnjevi

### Produkcija
- Muff Winwood – producent
- Rhett Davies – inženjer
- Gregg Geller i Bob Ludwig – digitalna obrada (remasteriranje)
- Jo Motta – koordinator projekta
- Alan Schmidt – umjetnički dizajner

## Glazbene liste
Debitantski album Dire Straitsa je proveo 131 tjedan na glazbenoj listi Ujedinjenog Kraljevstva. U Australiji je bio deseti najprodavaniji album te godine.

### Album
| Godina | Glazbena lista         | Pozicija |
| ------ | ---------------------- | -------- |
| 1978.  | Australija             | 1.       |
| 1979.  | Francuska              | 1.       |
| 1979.  | SAD                    | 2.       |
| 1979.  | Novi Zeland            | 3.       |
| 1979.  | Ujedinjeno Kraljevstvo | 5.       |
| 1979.  | Švedska                | 6.       |
| 1979.  | Norveška               | 10.      |
| 1979.  | Austrija               | 17.      |

### Singlovi
| Godina | Pjesma           | SAD | Ujedinjeno Kraljevstvo |
| ------ | ---------------- | --- | ---------------------- |
| 1978.  | Sultans of Swing | #4  | #8                     |

## Vanjske poveznice
- Dire Straits na Discogsu